# Damhnait
Damhnait  è un nome proprio di persona irlandese femminile.

## Varianti
- Femminili: Devnet[1], Dymphna[1], Dympna[1]

## Origine e diffusione

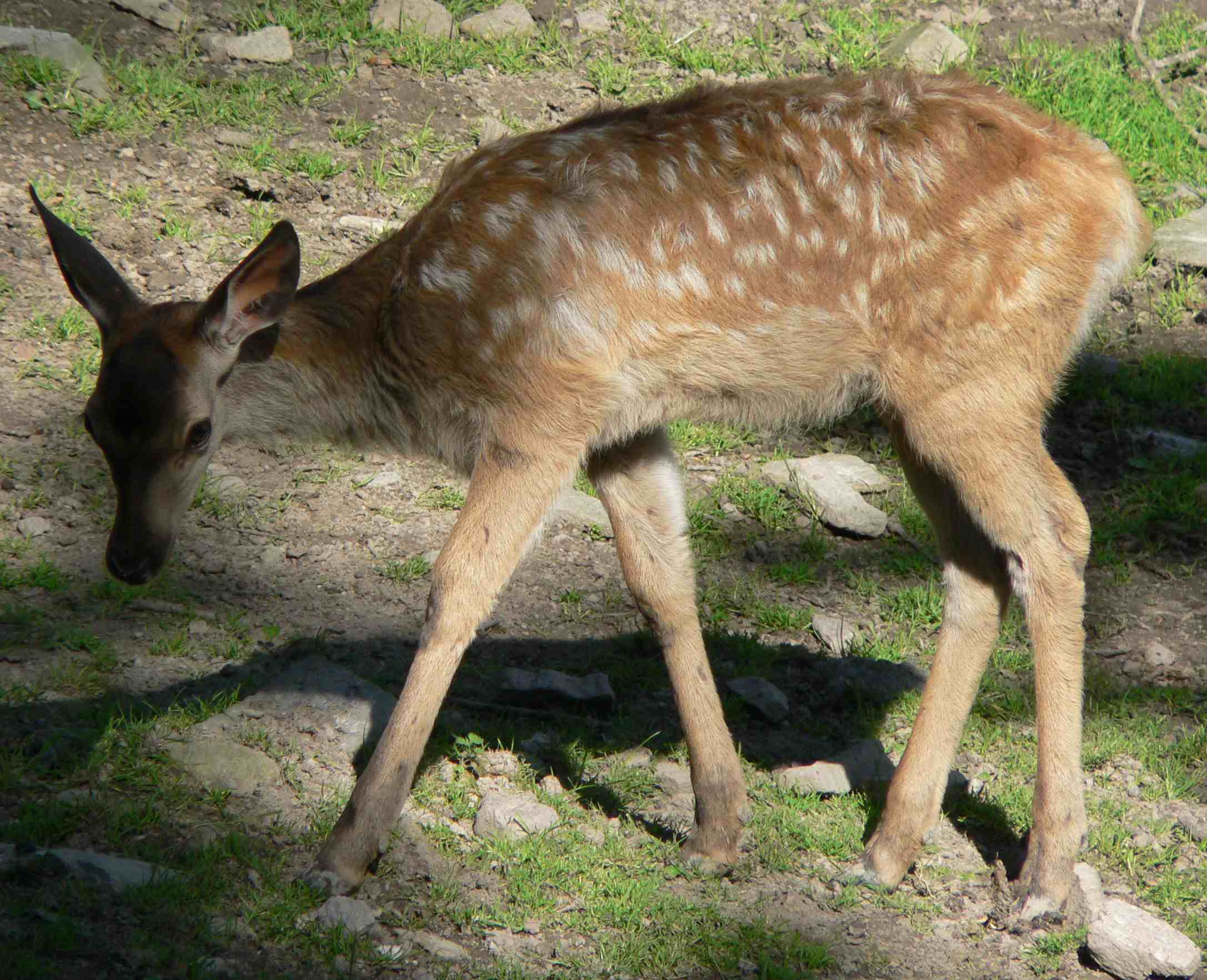
Un cerbiatto

Significa "cerbiatto", essendo derivato dal gaelico damh, "cervo", con l'aggiunta di un suffisso diminutivo. Ha quindi lo stesso significato del nome Ophrah.
Tutte le varianti sono forme anglicizzate; Dymphna, in particolare, è nota per essere stata portata da una santa venerata in Belgio, il cui nome è presente anche nelle forme italianizzate Dinfna e Dimpna.

## Onomastico
L'onomastico ricorre il 30 maggio, in ricordo della già citata santa Dinfna, martire a Geel, patrona dei malati di mente.